# Skogsklocka
Skogsklocka (Campanula cervicaria) är en art i familjen klockväxter. Den är en tvåårig, styvhårig ört med ljusblå blommor som är samlade i huvuden. Stjälken är upprätt, ogrenad och vasst kantig och har strödda lansettliknande blad. Det är bara skogsklockan och toppklockan som har blommorna samlade i huvuden. Den växer i Syd- och Mellansverige men är ganska sällsynt. Växer vanligen i skogsbryn, vägkanter eller i gläntor i skogen. 
Skogsklockan blir som regel mellan 50 och 100 cm hög och den växer framförallt i varma skogsgläntor, berg och torra slänter, mest i landskap som används för extensiv betning, men har också påträffats i vägkanter. Arten finns i Norge norrut till Nord-Trøndelag.
Bestånden av skogsklocka har gått kraftigt tillbaka de senaste åren (2011) på grund av att dess växtplatser har minskat genom att bruket med utmarksbetning har upphört. 

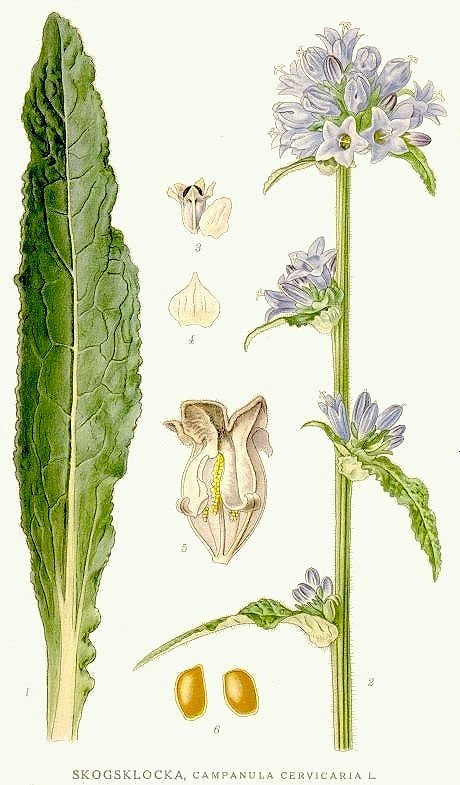
Illustration
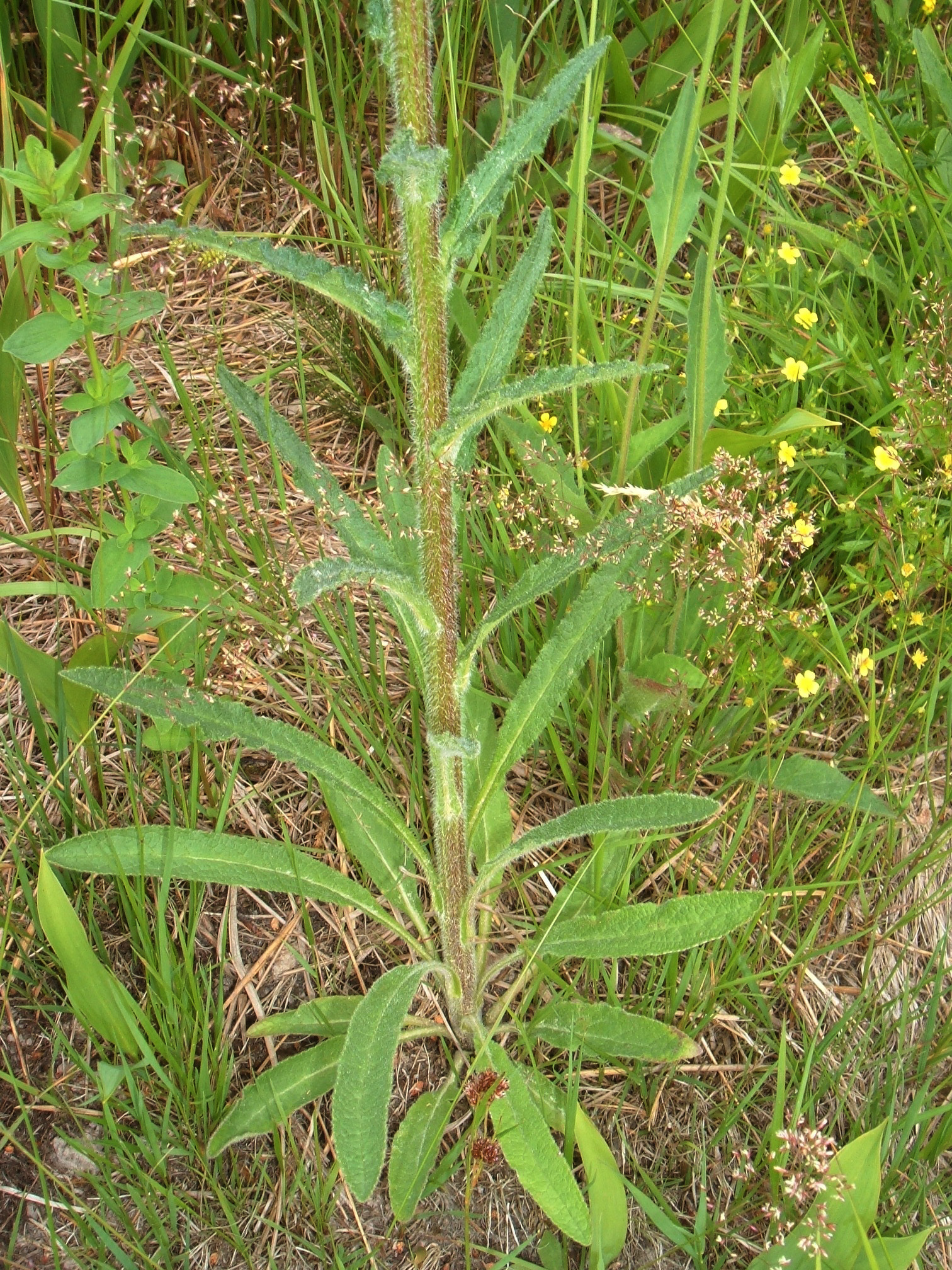
Stjälk